# Evento do Rio Curuçá
O Evento do Rio Curuçá foi o evento de impacto ocorrido no estado brasileiro do Amazonas no dia 13 de agosto de 1930, análogo ao evento de Tunguska, ocorrido na Sibéria em 1908. O evento foi provavelmente uma queda cósmica ocorrida na região do Rio Curuçá, no município de Atalaia do Norte, Amazonas. À época, ribeirinhos e indígenas da região afirmaram ter visto "bolas de fogo" caindo do céu sobre a margem direita do rio Curuçá.

## O evento
O fenômeno ficou esquecido por mais de cinquenta anos, tendo sido "reavivado" após o astrônomo inglês Mark E. Bailey ter encontrado, em 1995, um artigo de cientistas russos citando um trabalho anterior de um conhecido geofísico russo, Leonid Kulik (1883-1942), no qual o autor mencionava que, em 1930, teria acontecido, na floresta amazônica, um evento similar ao registrado na região da bacia do rio Tunguska Pedregoso, na Sibéria. Bailey encontrou essa notícia publicada, em tom sensacionalista, numa edição de 1931 do jornal inglês The Daily Telegraph. Ele decidiu então procurar o artigo fonte, que estaria no Vaticano. Com dois estudantes partiu à procura desse artigo nos arquivos do jornal L'Osservatore Romano. Acabou por encontrar, numa edição de 1931 de L'Osservatore, o relato do monge capuchinho Fedele d'Alviano, que visitara a região apenas cinco dias após o ocorrido. Na época, frei Fedele entrevistara diversas pessoas da região, que lhe disseram ter ficado muito assustadas com o ocorrido. Segundo Bailey, o evento do rio Curuçá foi uma das quedas cósmicas mais importantes do século XX. Investigando a data do evento, acredita-se que se trate de um meteorito proveniente da chuva de meteoros das Perseidas, que riscam os céus no mês de agosto e cujo pico máximo é a 12 de agosto.
Inspirado no artigo de Bailey e baseado em imagens dos satélites LANDSAT, o astrofísico brasileiro Ramiro de la Reza conseguiu identificar um astroblema de 1 km de diâmetro, localizado a sudeste da localidade de Argemiro, nas seguintes coordenadas geográficas: 5° 11 S, 71° 38 W. Mais precisamente, Ramiro De La Reza et al. (2014, p. 406) indicam que: "O ponto central do astroblema determinado com base na imagem SPOT é 5º 10’ 53” S e 71º 38’ 27” O."
Na primeira semana de junho de 1997, de la Reza liderou uma expedição organizada pela Rede Globo e cofinanciada pela ABC-TV da Austrália, até a região onde ocorreu o fenômeno. A suposta cratera realmente foi encontrada, mas no entanto ainda faltam provas que atestem o fato de que ela surgiu a partir do impacto do meteorito relatado em 1930. No entanto um registro do Observatorio San Calixto  em La Paz e interpretado por A. Vega, da mesma instituição, mostrou que aquela cratera poderia ter sido criada na mesma data, sugerindo que o sinal sísmico estaria relacionado ao impacto de um meteorito daquele tamanho. No entanto um grupo mexicano recentemente contestou que a cratera e o registro sísmico estariam relacionados ao evento.